# Felipe Pardo
Felipe Pardo (Quibdó, 17 de agosto de 1990), é um futebolista Colombiano que atua como meia. Atualmente, joga pelo FC Nantes emprestado pelo Olympiacos.

## Carreira
Pardo começou a carreira no Deportivo Cali.